# Cuadernos de Historia de España
Cuadernos de Historia de España es una publicación realizada por el Instituto de Historia de España Claudio Sánchez-Albornoz, Universidad de Buenos Aires (Argentina) desde 1944, siendo su creador y primer director el historiador Claudio Sánchez-Albornoz.

## Precedentes
Habiendo tenido ya una experiencia anterior análoga «en la fundación y gestión del Anuario de Historia del Derecho Español publicado por el Centro de Estudios Históricos de Madrid», Claudio Sánchez-Albornoz puso todo su empeño y fortaleza para sacar adelante esta publicada gestionada dentro del ámbito del Instituto de Historia de España creado dentro de la Universidad de Buenos Aires.

## Los Cuadernos
El compromiso de periodicidad en la publicación no establecía una frecuencia concreta ante las dificultades de financiar los gastos exigidos por tal publicación. Se editó siguiendo el ejemplo del Bulletin Hispanique de Georges Cirot y siguiendo el modelo aplicado en el Anuario.
En el primer número de los Cuadernos de Historia de España (CHE) se abrió la publicación con la Advertencia elaborada por el historiador mostraba su interés en que como ya ocurriera antaño en el entorno del Anuario con la creación del Instituto de Estudios Medievales, donde una nueva generación de estudiosos y profesores formados bajo su magisterio publicaron los Monumenta Hispaniae Historica, ahora también pudieran dar continuidad a esta nueva publicación.
Sin obviar lo anterior, también dentro del ámbito de la propia universidad porteña, o su entorno, ya se venían desarrollando experiencias similares como la publicación de los Anales desde 1902 por la Facultad de Derecho, o el Boletín del Instituto de Investigaciones Históricas desde 1922. En 1948 el Instituto de Historia Antigua y Medieval lanzó los Anales de Historia Antigua y Medieval todo ello dentro de un contexto de auge historiográfico que «permite atisbar la riqueza y variedad de las revistas de historia editadas en el país» a partir de la década de los 40.
No será hasta 1988, con los Estudios de Historia de España en la Pontificia Universidad Católica de Argentina, cuando se ocupe otra institución de la misma temática que esta publicación del Instituto de Historia de España. Y no sólo en Argentina sino en todo el espacio iberoamericano. «La «empresa intelectual» tras los Cuadernos era «un llamado a las naciones latinoamericanas para conocer y reconocerse en su común herencia hispana» afirma el prof. Ríos Saloma. Ello permitiría «una comprensión profunda de la historia americana».
Los Cuadernos también se convirtieron en una voz crítica frente a las imposiciones de la dictadura franquista en el quehacer científico, especialmente en la disciplina histórica cuya falta de rigor metodológico tendría en Américo Castro el mayor exponente en palabras de Sánchez-Albornoz.
Pero su publicación también supuso la implantación en Latinoamérica de la vanguardia historiográfica representada por la escuela francesa inaugurada en 1900 por la Revue de synthèse historique, de Henri Berr, o los de Marc Bloch y Lucien Febvre de los Annales d'histoire économique et sociale en 1929.